# 松尾神社
松尾神社（まつおじんじゃ、まつのおじんじゃ）は、｢松尾」を社名に持つ神社。
全国にあり、京都市西京区の松尾大社を総本社とする。多くは松尾大社から勧請して創建され、大社と同じ大山咋神を祭神に祀る。
松尾大社の荘園であった丹波国・摂津国・越中国・甲斐国・遠江国・伯耆国・豊前国などに建立されたり、酒造の守り神として全国へ勧請された。
明治以降、松尾大社は「官幣大社 松尾神社」と呼ばれていたが、終戦後は官幣大社の称号を用いなくなったことから、他の松尾神社との混同を避けるため「松尾大社」に改称した。

## 主な松尾神社

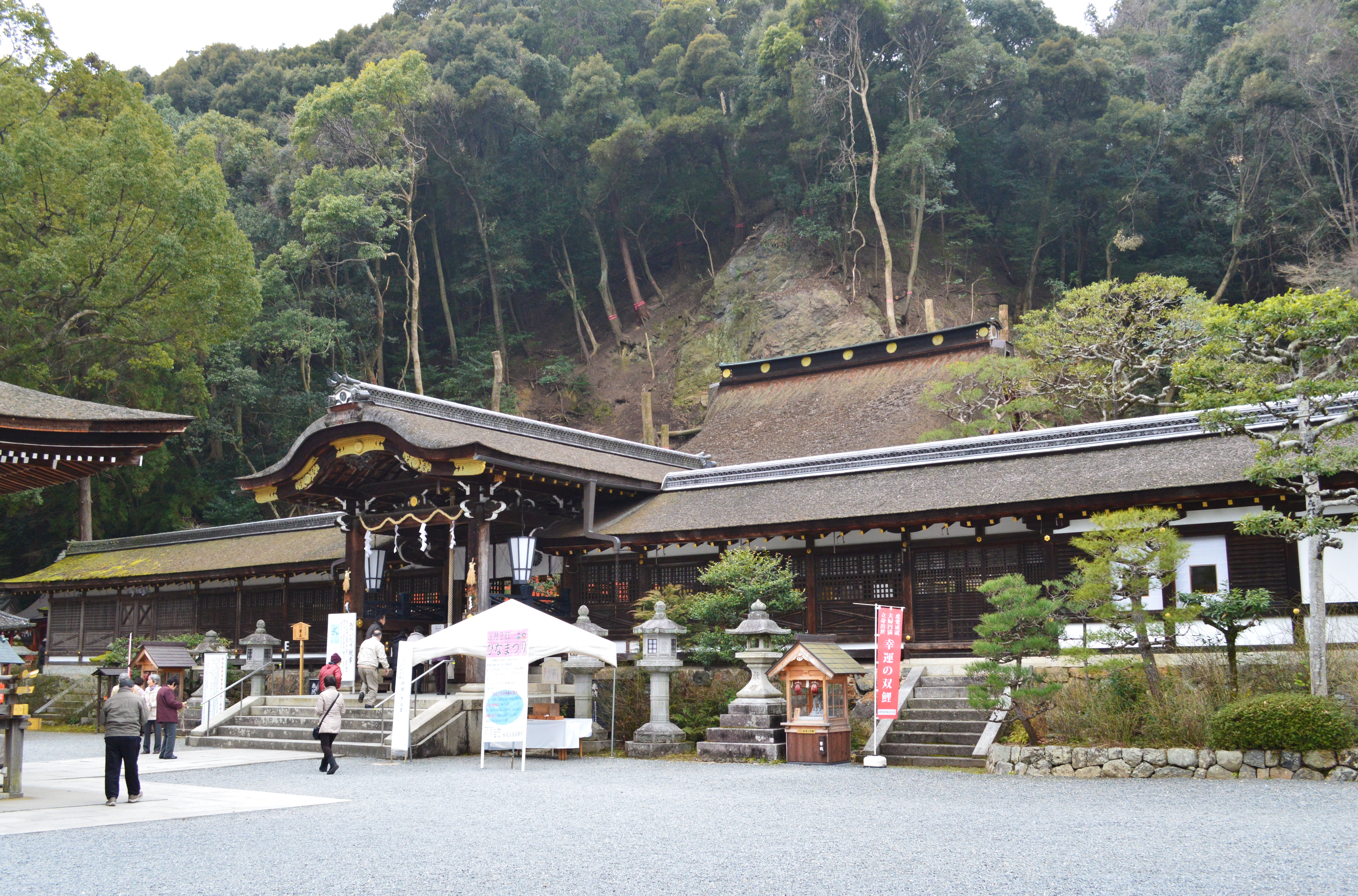
松尾大社

### 関東地方
- 松尾神社 （群馬県太田市新田小金井町）
- 松尾神社 （東京都府中市宮町） – 大國魂神社 (武蔵国総社) 末社
- 松尾神社 （神奈川県横浜市上矢部町）

### 中部地方
- 松尾神社 （山梨県甲州市塩山） – 甲斐国山梨郡の式内社
- 松尾神社 （山梨県甲斐市中下条）
- 松尾神社 （山梨県甲斐市名取）
- 松尾神社 （静岡県浜松市中央区元魚町）
- 松尾神社 （静岡県浜松市中央区倉松町）
- 松尾神社 （愛知県小牧市小牧）
- 松尾神社 （新潟県長岡市東谷）
- 松尾神社 （富山県富山市布瀬町）
- 松尾神社 （石川県羽咋郡志賀町町居）
- 松尾神社 （石川県金沢市鶯町）

### 近畿地方
- 松尾神社 （滋賀県湖南市平松）
- 松尾大社 （京都府京都市西京区嵐山宮町） – 山城国葛野郡の式内名神大社
- 松尾神社 （京都府木津川市山城町）
- 松尾神社 （京都府亀岡市旭町） – 丹波国桑田郡の式内社
- 松尾神社 （兵庫県神戸市中央区下山手通） – 生田神社境内社
- 松尾神社 （兵庫県宝塚市山本）

### 中国地方
- 松尾神社 （鳥取県東伯郡湯梨浜町野花）
- 松尾神社 （島根県出雲市小境町） – 佐香神社
- 松尾神社 （岡山県赤磐市坂辺）
- 松尾神社 （岡山県赤磐市穂崎）
- 松尾神社 （広島県東広島市西条町）

### 四国地方
- 松尾神社 （徳島県美馬郡つるぎ町貞光字町）
- 松尾神社 （愛媛県宇和島市大浦）

### 九州地方
- 松尾神社 （熊本県熊本市東区健軍）
- 松尾神社 （熊本県八代市鏡町）